# کرت‌آباد (زیرکوه)
کرت آباد روستایی در دهستان زیرکوه بخش مرکزی شهرستان زیرکوه استان خراسان جنوبی ایران است. بر پایه سرشماری عمومی نفوس و مسکن در سال ۱۳۹۰ جمعیت این روستا ۱۹۰ نفر (در ۴۳ خانوار) بوده است.